# Moronobea rupicola
Moronobea rupicola är en tvåhjärtbladig växtart som beskrevs av Richard Evans Schultes. Moronobea rupicola ingår i släktet Moronobea och familjen Clusiaceae. Inga underarter finns listade i Catalogue of Life.